# كاثرين أميرة اليونان والدنمارك
كاثرين أميرة اليونان والدنمارك باليونانية( Αικατερίνη)، ولدت في الثالث من مايو عام 1913 وتوفيت في أكتوبر عام 2007. وترتيبها السادس بين أبناء قسطنطين الأول ملك اليونان وزوجته صوفيا، والثالثة في الترتيب بين بناتهما.